# Marion (Indiana)
Marion è un paese degli Stati Uniti d'America situata nella Contea di Grant, nello Stato dell'Indiana.
La popolazione era di 30 830 abitanti nel censimento del 2006.

## Influenza culturale
È la città dove viene ambientata la serie animata The Garfield Show. È anche la città natale di James Dean.